# Eclipse lunar de 28 de outubro de 1985
| Eclipse Lunar Total 28 de outubro de 1985 | Eclipse Lunar Total 28 de outubro de 1985 |
| --- | ----------------------------------------- |
| A Lua cruzando a região sul do cone de sombra da Terra, de oeste para leste (da direita para a esquerda), com o disco lunar mais escuro e avermelhado. |                                           |
| Gamma | -0,4022                                   |
| Saros (e membro) | 126 (44 de 72)                            |
| Sequência de eclipses lunares |                                           |
| Anterior | 4 de maio de 1985                         |
| Próximo | 24 de abril de 1986                       |
| Duração (hr:mn:sc) |                                           |
| Total | 0:43:52                                   |
| Parcial | 3:34:57                                   |
| Penumbral | 6:05:03                                   |
| Fases e Horários do Eclipse (UTC) |                                           |
| P1 | 14:39:51                                  |
| U1 | 15:54:53                                  |
| U2 | 17:20:26                                  |
| Máximo | 17:42:22                                  |
| U3 | 18:04:18                                  |
| U4 | 19:29:50                                  |
| P4 | 20:44:54                                  |

O eclipse lunar de 28 de outubro de 1985 foi um eclipse total, o segundo e último de dois eclipses lunares do ano. Foi o segundo de uma série de quatro eclipses totais consecutivos, conhecida como tétrade. Teve magnitude umbral de 1,0736 e penumbral de 2,1673. Sua totalidade teve duração de quase 44 minutos.
De forma oposta ao eclipse anterior (que se aproximou do perigeu), o eclipse total coincidiu com o apogeu lunar, ponto mais distante da Lua em relação a Terra, tornando o disco lunar cerca de 13% menor e pouco menos brilhante do que no perigeu. É chamado por alguns como uma Microlua ou mini-lua, de forma análoga à Superlua, porém é menos popular.
Durante a totalidade, a Lua mergulhou dentro da metade sul do cone de sombra da Terra, fazendo com que a Lua se apresentasse escura e avermelhada, sobretudo no norte da superfície. Por vezes, o disco lunar ganhou tom alaranjado ou marrom durante a fase total, pelo fato de estar próximo à fronteira sul da umbra terrestre.
A Lua cruzou a parte norte da sombra da Terra, em nodo descendente, dentro da constelação de Áries, relativamente próximo à constelação de Baleia mais ao sul.

## Tétrade
Foi o segundo de quatro eclipses totais consecutivos, a chamada tétrade, também conhecida como Luas de Sangue, ou ainda sequência de luas vermelhas. O primeiro eclipse foi o de 4 de maio de 1985. Os eclipses seguintes da série são o eclipse de 24 de abril de 1986 e 17 de outubro de 1986.

## Série Saros
Eclipse pertencente ao ciclo lunar Saros de série 126, sendo este de número 44, totalizando 72 eclipses na série. O eclipse anterior foi o eclipse total de 18 de outubro de 1967. O próximo eclipse será com o eclipse total de 9 de novembro de 2003.

## Visibilidade
Foi visível sobre o Oceano Índico, Europa, África, Ásia, Austrália, na Antártida e no centro-oeste do Pacífico.
| Região do planeta onde o eclipse foi visível durante o máximo da totalidade - 17:42 UTC. A região do Oceano Índico, entre a Índia e as Filipinas e Malásia, obteve a melhor observação do meio do eclipse, de onde foi visível à meia-noite. |
| Mapa de visibilidade do eclipse |